# Hat Trick
『Hat Trick』（ハットトリック）は、野水いおりの1枚目のフルオリジナルアルバム。

## 概要
メジャーデビューからのファーストのフルオリジナルアルバム。

## 収録内容
CD
1. h@trick.
2. 小さな恋のメロディ
3. *** パショナート
4. WISH
5. SAVE MY HEART
6. MICRO DISTANCE
7. 君と永遠に同じ夢を見る
8. サイレン
  - 作詞：野水伊織、作曲：
9. BREATHLESS
10. ストロベリーレイン
11. Signalize
  - 作詞：野水伊織、作曲：
12. SAVE THE WORLD
13. Black † White

DVD（限定盤のみ）
1. h@trick.（MV）
2. *** パショナート（MV）
3. ワンマンライブ「Signalize」特别映像